# Panca (Lembah Seulawah)
Panca is een bestuurslaag in het regentschap Aceh Besar van de provincie Atjeh, Indonesië. Panca telt 490 inwoners (volkstelling 2010).